# Warren Jeffs
Warren Steed Jeffs (Sacramento, California, 3 de diciembre de 1955) es un líder religioso estadounidense, presidente de la Iglesia Fundamentalista de Jesucristo de los Santos de los Últimos Días (IFSUD), una organización fundamentalista mormona. En 2011 fue declarado culpable de dos delitos graves de abuso sexual infantil, por lo que fue condenado a cadena perpetua más veinte años.

## Vida criminal

### Cargos criminales
En 2006, Jeffs fue incluido en la lista de los diez más buscados del FBI por huir de los cargos que lo acusaban de arreglar matrimonios ilegales entre sus seguidores varones adultos y niñas menores de edad en Utah. En 2007, el estado de Arizona lo acusó de ocho cargos adicionales en dos casos distintos, incluido el incesto y el abuso sexual infantil.

### Arresto
El 28 de agosto de 2006, alrededor de las 9 p. m. PT, Jeffs fue detenido en la carretera interestatal 15 en el condado de Clark, Nevada, por el policía de carreteras Eddie Dutchover porque las placas temporales de su Cadillac Escalade rojo 2007 no estaban visibles. Una de las esposas de Jeffs, Naomi Jessop, y su hermano Isaac estaban con él. Jeffs poseía cuatro computadoras, dieciséis teléfonos celulares, disfraces (incluyendo tres pelucas y doce pares de gafas de sol) y más de 55 000 USD en efectivo. La esposa y el hermano de Jeffs fueron interrogados y puestos en libertad.

### Condena
En septiembre de 2007, Jeffs fue declarado culpable como cómplice en dos casos de violación, por lo que fue condenado a cadena perpetua en la prisión estatal de Utah. Esta condena fue anulada por la Corte Suprema de Utah en 2010 debido a instrucciones defectuosas del jurado.
Jeffs fue extraditado a Texas, donde el 9 de agosto de 2011 fue declarado culpable de agresión sexual por la violación de una joven de quince años con la que se había casado y agresión sexual agravada por la violación de una niña de doce años con la que también se había casado. Fue condenado a cadena perpetua más veinte años y multado con 10 000 USD. Jeffs será elegible para libertad condicional el 22 de julio de 2038.

### Prisión
En 2007, Warren quiso quitarse la vida colgándose en su celda en Utah. Incursionó además en varias oportunidades en huelgas de hambre, siendo obligado por las autoridades a comer en una cárcel de Arizona. En el año 2011, fue inducido a coma luego de una huelga de hambre en una prisión de Texas. En otra oportunidad, padeció de un colapso nervioso que no le permitió declarar en un caso de abuso sexual a otra menor de edad.

## En la cultura
En junio de 2022 Netflix lanzó la miniserie Keep Sweet: Pray and Obey, donde relata la historia de Jeffs en 4 episodios.